# كريس هونيكات
كريس هونيكات (بالإنجليزية: Chris Honeycutt) هو فنان قتال مختلط أمريكي، ولد في 25 يوليو 1988 في بروك بارك في الولايات المتحدة.

## وصلات خارجية
- كريس هونيكات على موقع بيلاتور (الإنجليزية)
- كريس هونيكات على موقع شيردوغ (الإنجليزية)
- كريس هونيكات على موقع Tapology.com (الإنجليزية)
- كريس هونيكات على موقع IMDb (الإنجليزية)